# Huevo malva
El huevo malva es un huevo de Pascua enjoyado elaborado bajo la supervisión del joyero ruso Peter Carl Fabergé en 1897, para Nicolás II de Rusia, quien se lo regaló a su madre, la emperatriz viuda María Feodorovna el 18 de abril de 1897.
Es uno de los seis huevos imperiales de Fabergé que se han perdido actualmente. Fabergé facturó a Nicolás II por el huevo, descrito como un "huevo de esmalte malva, con 3 miniaturas" el 17 de mayo de 1897 3250 rublos.

## Sorpresa

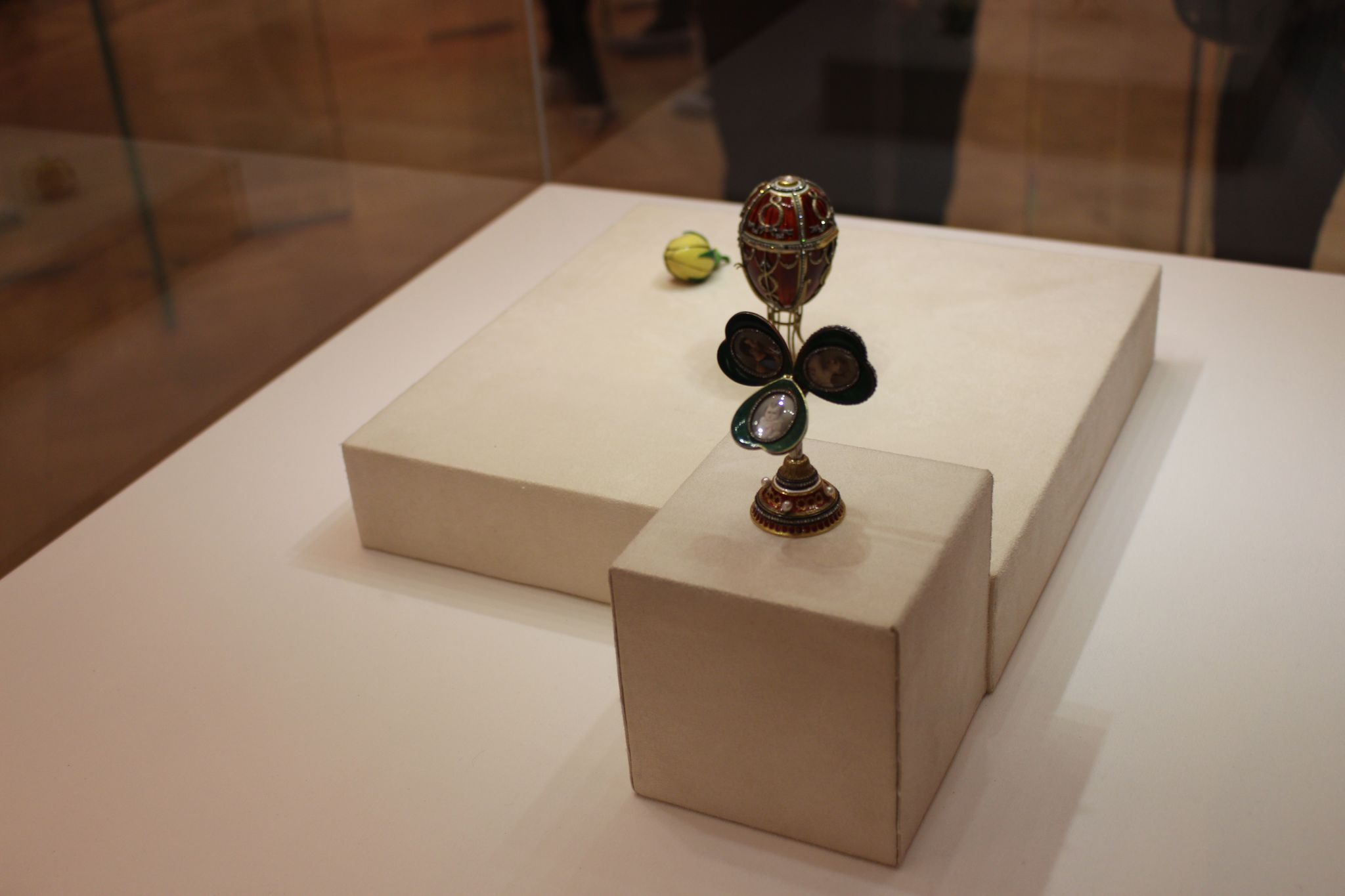
La sorpresa del interior del huevo es lo único que se conserva del conjunto.

La sorpresa es un marco de fotos en forma de corazón que se abre como un trébol de tres hojas y cada hoja contiene un retrato en miniatura ovalado de Nicolás II, su esposa, la emperatriz Alejandra Fiodorovna, y de su primera hija, la gran duquesa Olga Nikolaevna nacida en 1895. Está hecho de diamantes talla rosa, esmalte rojo fresa, verde y blanco, perlas y acuarela sobre marfil.